# Eurytoma picus
Eurytoma picus is een vliesvleugelig insect uit de familie Eurytomidae. De wetenschappelijke naam is voor het eerst geldig gepubliceerd in 1914 door Girault.